# Jerónimo Ruiz del Portillo
Jerónimo Ruiz del Portillo, né en 1532 à Logroño et décédé le 3 février 1590 à Lima, est un prêtre jésuite espagnol missionnaire au Pérou. Il est considéré comme le fondateur des missions jésuites d'Amérique latine (Empire espagnol).

## Biographie
Jerónimo Ruiz del Portillo est reçu dans la Compagnie de Jésus en 1551 alors déjà théologien. Sa formation dans la Compagnie est donc raccourcie. Il est ordonné prêtre en 1553, peu après avoir fait son noviciat et devient, dès 1555, maître des novices et recteur du collège de Simancas. François de Borja alors commissaire de la Compagnie en Espagne le choisit en 1559 pour diriger la première mission jésuite au Pérou. Il ne partira néanmoins qu'en 1566 accompagné de 23 autres jésuites et sur insistance du roi Philippe II qui souhaitait par ailleurs des Jésuites pour le Honduras et la Floride. 
Jerónimo Ruiz del Portillo devient le premier supérieur des Jésuites des territoires espagnols du Nouveau Monde. En 1572, il devient provincial de la nouvelle province jésuite de Nouvelle-Espagne. Le siège de la province est à Lima. Depuis Lima il coordonne la fondation de missions auprès des Indiens (Missions de Santiago del Cercado et de Huarochiri) et de différents collèges (Lima et Cuzco). Il est par ailleurs le confesseur du vice-roi Luis Colón de Toledo.
En 1577, un nouveau provincial est nommé. Il devient alors recteur du collège de Cuzco puis de Potosí jusqu'en 1587. Il meurt quelques années après. Pendant ses années comme provincial, Jerónimo Ruiz del Portillo insista beaucoup sur la nécessité pour les Jésuites de s'occuper principalement des Indiens, d'apprendre leurs langues, et de travailler à la formation d'un clergé local,